# Kapitan Sowa na tropie
Kapitan Sowa na tropie (polnisch für „Kapitän Sowa auf der Spur“) ist eine polnische Krimiserie von 1965 unter der Regie von Stanisław Bareja.

## Liste der Episoden
1. Gipsowa figurka (Eine Gipsfigur)
2. Uprzejmy morderca (Ein höflicher Mörder)
3. Termos (Thermosflasche)
4. Cichy pokoik (Stiller Raum)
5. Trzecia ręka (Dritte Hand)
6. Szantażysta (Erpresser)
7. Śpiący nie kłamie (Der Schläfer lügt nicht)
8. Numer IB 2968 (Nummer IB 2968)